# 帕夫連科韋 (新普斯科夫區)
49°42′52″N 39°4′2″E / 49.71444°N 39.06722°E
帕夫連科韋（烏克蘭語：Павленкове）是位於烏克蘭東部的村莊，由盧甘斯克州舊比利斯克區的比洛盧齊克市鎮負責管轄。該村始建於1662年，面積6.28平方公里，海拔高度69米，2001年人口727。